# Koziak
Koziak (bulgariska: Козяк) är ett distrikt i Bulgarien.   Det ligger i kommunen Obsjtina Dulovo och regionen Silistra, i den nordöstra delen av landet, 300 km öster om huvudstaden Sofia.
Trakten runt Koziak består till största delen av jordbruksmark. Runt Koziak är det ganska glesbefolkat, med 36 invånare per kvadratkilometer.